# Buteogallus coronatus
L'aquila solitaria coronata (Buteogallus coronatus (Vieillot, 1817)) è un uccello rapace della famiglia degli Accipitridi.

## Descrizione
È un rapace di grande taglia, che può raggiungere i 3 kg di peso, una lunghezza che può variare dai 73 ai 79 cm e un'apertura alare di 170–183 cm.

## Biologia
Ha abitudini crepuscolari.

### Alimentazione
Le sue prede sono prevalentemente mammiferi, tra cui armadilli (Dasypus spp., Chaetophractus villosus), rettili, uccelli e pesci.

### Riproduzione
Il nido è una ampia piattaforma costruita sugli alberi o negli anfratti rocciosi. La femmina depone un solo uovo per ogni covata.

## Distribuzione e habitat
La specie è presente, con popolazioni frammentate, in Brasile, Bolivia, Paraguay e Argentina.

## Conservazione
La IUCN Red List classifica Buteogallus coronatus come specie in pericolo di estinzione (Endangered).